# Onga jõgi
Onga jõgi är ett vattendrag i Estland.   Det ligger i landskapet Jõgevamaa, i den centrala delen av landet, 120 km sydost om huvudstaden Tallinn.